# Henriette Browne

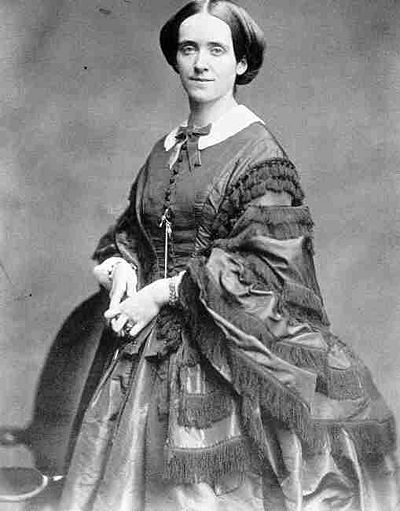
Henriette Browne (Sophie de Bouteiller)

Sophie de Bouteiller, bekannt unter ihrem Pseudonym Henriette Browne (* 16. Juni 1829 in Paris; † 14. März 1901 ebenda) war eine französische Malerin des Orientalismus.

## Leben
Sophie de Bouteiller wurde 1829 in Paris geboren. Sie war die Tochter des Comte de Bouteiller. Ihr Vater war Laienmusiker, ihre Mutter eine begabte Sängerin. Aufgrund ihrer aristokratischen Herkunft genoss sie eine privilegierte Stellung in der Gesellschaft. Die früh verwitwete Mutter ermutigte Sophie zu einer künstlerischen Ausbildung, um im Notfall für sich selbst sorgen zu können. Ab 1849 studierte sie bei Émile Perrin und ab 1851 bei Charles Joshua Chaplin. Zwischen 1851 und 1853 nahm sie das Pseudonym Henriette Browne an, um ihre künstlerische Tätigkeit von ihrem gesellschaftlichen Leben zu trennen.
1853 heiratete sie den Diplomaten Henry Jules de Saux, Sekretär des Grafen Walewski. Mit ihm reiste sie unter anderem nach Italien, Holland und Konstantinopel. Diese Reisen hatten großen Einfluss auf ihre künstlerische Entwicklung. Besonders der Besuch eines türkischen Harems in Konstantinopel prägte ihre spätere Darstellung des Orients. Ab 1879 stellte sie nicht mehr aus. 1894 wurde sie zum Ehrenmitglied des Royal Institute of Painters in Watercolours in London ernannt. Henriette Browne starb am 14. März 1901 in ihrer Wohnung in der Rue Jean-Goujon in Paris.

## Werk

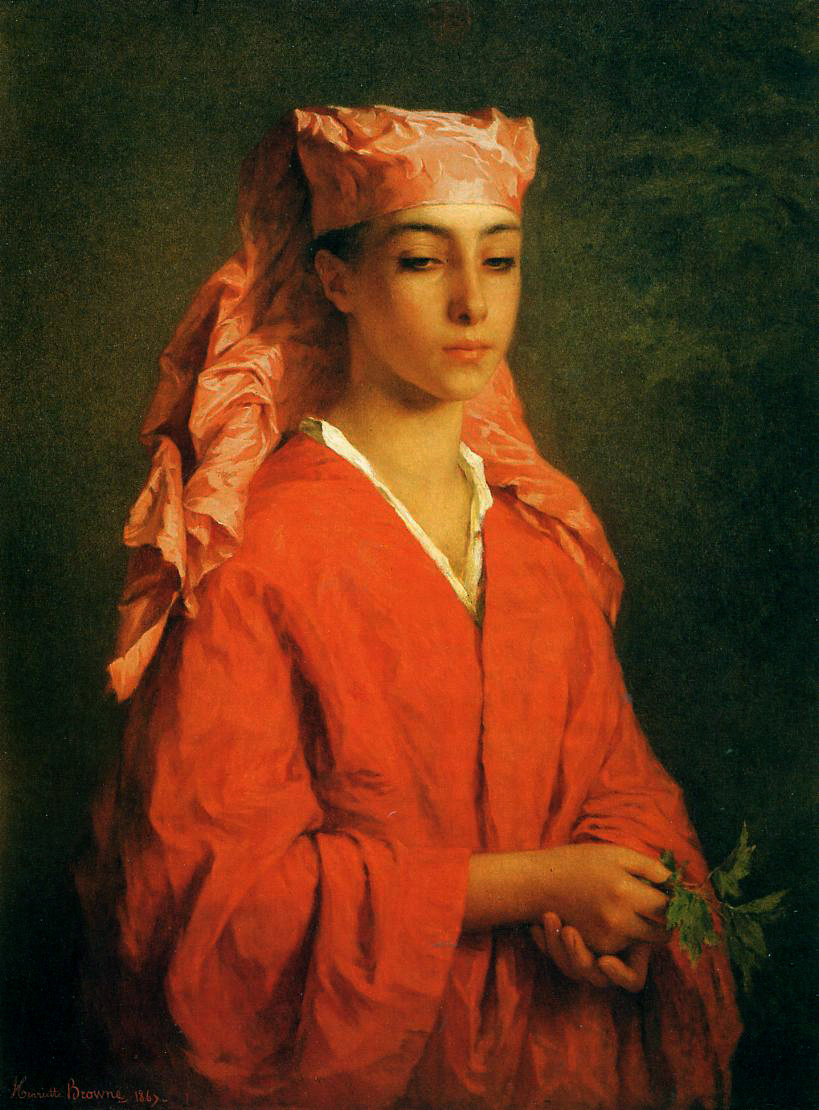
Henriette Browne: Fellah nord-africaine (Nordafrikanische Fellachin), 1867

Henriette Brownes Frühwerk umfasst Porträts, häusliche Genreszenen und religiöse Motive. Ihre realistische Darstellung und ihre Fähigkeit, Alltagsszenen einfühlsam wiederzugeben, zeichneten ihre Arbeiten aus. Ab den 1860er Jahren wandte sie sich dem Orientalismus zu. Ihre Reisen nach Konstantinopel (1860), Marokko (1864), Ägypten und Syrien (1868–1869) ermöglichten ihr einen unmittelbaren Einblick in das Leben im Nahen Osten. Ihre bekanntesten Werke aus dieser Zeit sind Une Visite und Une Joueuse de Flûte, die 1861 im Pariser Salon ausgestellt wurden.

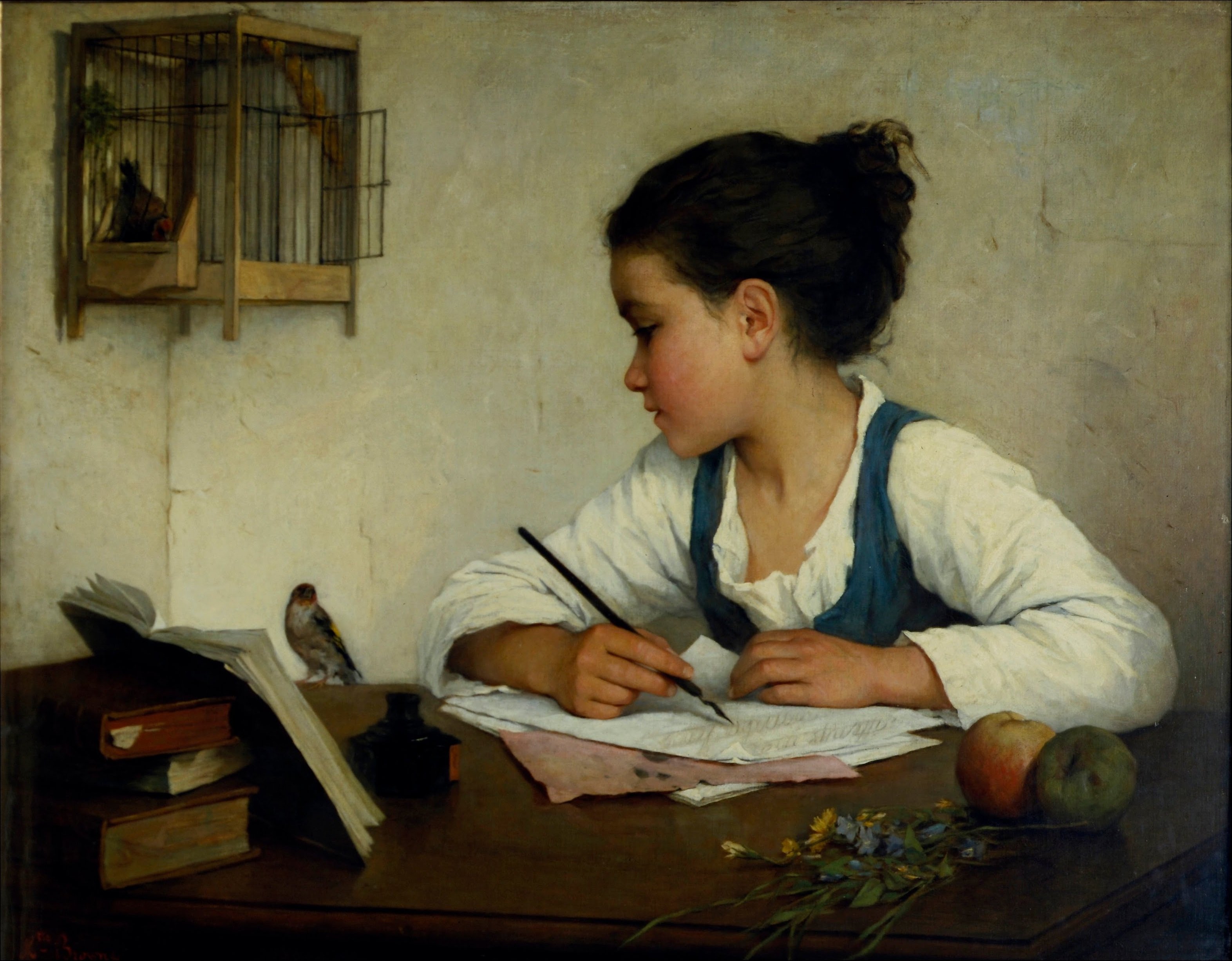
Henriette Browne: Der kleine Stieglitz, ca. 1870. Victoria and Albert Museum, London

Im Gegensatz zu vielen ihrer männlichen Kollegen, die den Harem als erotisierten Ort darstellten, zeigte Henriette Browne ihn als sozialen Raum für Frauen. Ihre Darstellungen waren von Zurückhaltung geprägt und konzentrierten sich auf das alltägliche Leben und die Gemeinschaft der Frauen. Henriette Browne war auch als Radiererin tätig. Unter anderem fertigte sie Stahlstiche nach Werken von Alexandre Bida an, wobei sie die Szenen oft „orientalisierte“.